# Papier lotniczy
Papier lotniczy – odmiana papieru do pisania zwykłego, przeznaczony do korespondencji lotniczej. Produkowany w klasie II o gramaturze od 25 do 30 g/m², biały lub o barwach jasnych.